# Amerikaanse waterschildpadden
Amerikaanse waterschildpadden (Clemmys) zijn een monotypisch geslacht van schildpadden uit de familie moerasschildpadden (Emydidae). De groep werd voor het eerst wetenschappelijk beschreven door Ferdinand August Maria Franz von Ritgen in 1828. 

## Taxonomie
Vroeger waren er veel meer soorten die tot dit geslacht behoorden, zoals de bosbeekschildpad, die tegenwoordig Glyptemys insculpta als wetenschappelijke naam heeft. Andere voorbeelden zijn de Kaspische beekschildpad (nu Mauremys) en de Kwantung-moerasschildpad (nu Chinemys). Deze laatste twee soorten zijn overigens niet alleen van geslacht, maar tevens van familie veranderd en behoren tot de Geoemydidae, waar nog geen Nederlandse naam voor is. Tegenwoordig is er nog maar één soort die tot het geslacht Clemmys behoort; de druppelschildpad.
Geslacht Clemmys
- Soort Druppelschildpad (Clemmys guttata)